# Царевна-лягушка (мультфильм, 1954)
«Царевна-лягушка» — советский полнометражный рисованный мультипликационный фильм, который снял режиссёр Михаил Цехановский на киностудии «Союзмультфильм» в 1954 году. Вольная экранизация одноимённой русской народной сказки.

## Сюжет
Молодая красивая девушка-волшебница Василиса Прекрасная собирала на лугу цветы. Внезапно налетел тёмный пыльный вихрь и унёс её в небо. Как скоро оказалось, её похитил сам Кащей Бессмертный. Он показал свои золотые сокровища и предложил ей выйти за него замуж, но девушка со смехом отказала ему в этом, потому что Кащей — старый, страшный злой колдун. За это он превратил её в лягушку на три года и три дня, и велел ей жить в болоте.
Тем временем на Руси старый царь решил женить своих троих сыновей. Он отправил их в поле, где царевичи должны были выстрелить из лука, и куда их стрелы попадут, там и будут их супруги. Стрела старшего сына попала на боярский двор, стрела среднего — на купеческий двор. Младший сын, Иван-царевич, тоже выстрелил из лука, но его стрела улетела куда-то вдаль. Иван отправился узнать, кто же его суженая, и нашёл стрелу у лягушки на болоте, которой, по счастливой случайности, и оказалась заколдованная Кащеем Василиса.
Царь сыграл три свадьбы, а потом позвал сыновей и дал задание: их жёнам соткать ковёр. Однако жёны старших сыновей оказались лентяйками, так что ковры вместо них шил старый солдат Кондрат. Тем временем опечаленный Иван-царевич призадумался: как же лягушка сможет вышить ковёр? Василиса успокоила жениха и ночью, вновь на время приняв человеческий облик, соткала красивый ковёр, причём с волшебным рисунком. Царь был рад тому, что жёны сыновей справились с заданием, но среди всех трёх ковров ему больше понравился тот, который принёс Иван.
Далее царь пригласил всех троих сыновей прийти с жёнами к нему на пир. Иван вновь загрустил, ведь ему было совестно показывать жену-лягушку. Но та сказала ему, что придёт вслед за ним, а если за окном раздастся «стук да гром», пусть люди не пугаются.
Спросят тебя — скажи: «Это моя лягушонка в коробчонке едет!»
Царь, гости и сыновья с жёнами стали веселиться на пиру. Тем временем ко дворцу с громким топотом белые лошади привезли карету, и из неё, к удивлению Ивана и его братьев, вышла красивая девушка. Это была Василиса Прекрасная, жена Ивана. После еды она вылила из кубка недопитое вино в один рукав и бросила обглоданные птичьи косточки и пёрышки в другой рукав, и во время её танца случилось невероятное чудо: появилось большое озеро, а на нём живые белые лебеди. Жёны братьев сильно позавидовали ей и решили станцевать точно так же как она, но в итоге лишь сильно разозлили царя, плеснув ему в лицо вином и закидав костями и пёрышками.
Воспользовавшись удобным моментом, Иван-царевич вернулся домой, нашёл лягушачью волшебную кожу и сжёг её в печке. Испуганная Василиса, внезапно появившись в доме и увидя всё это, печально сказала ему:
Ах! Ах, Иван-царевич, что же ты наделал? Если бы ты ещё только три дня подождал, я бы вечно твоей была. Теперь прощай! Ищи меня за тридевять земель, в тридесятом царстве, у Кащея Бессмертного!
Затем она быстро превратилась в белого лебедя и улетела через окно в неизвестном направлении. Иван, всё поняв, сел на коня и быстро поспешил вслед за ней. Пройдя много земель, царевич сильно устал, а его конь в зимнюю пургу быстро околел. Иван остановился у пруда, чтобы немного попить воды. Тут к нему подошёл старичок и сказал ему, что знает обо всём, что с ним произошло. Он решил помочь Ивану отыскать Василису, дал ему сучок-путевичок и посоветовал ему следовать за ним. Иван быстро побежал за сучком, который, как он думал, мог привести его к Кащею. По пути Иван встретил медведицу, волчицу, соколиху с соколёнком и щуку, которые пообещали ему помочь, если он их не убьёт.
Сучок-путевичок привёл главного героя к избушке Бабы-Яги. Старая ведьма, выслушав его, решила рассказать ему тайну, как победить Кащея Бессмертного:
Смерть Кащея на конце иглы, а игла в яйце, яйцо в утке, утка в зайце, заяц сидит в каменном сундуке, сундук висит на высоком дубе, а дуб тот Кащей Бессмертный как глаз свой бережёт.
Она предоставила для него белого летающего коня, который быстро доставил его к дубу, на котором подвешен сундук — погибель злодея. Кащей, увидев через блюдце с волшебным яблоком то, что Баба-Яга помогла царевичу, поклялся жестоко отомстить колдунье. Царевич прилетел на крылатом коне к дубу, но быстро выяснилось, что тот дуб охранял трёхголовый Змей Горыныч, который изрыгал огонь на любого, кто к нему подойдёт. Иван с боем одолел Змея, но никак не смог свалить дерево.
И тут к нему на помощь быстро пришли те животные, которых он пожалел ранее. Медведица с корнями свалила дуб, и сундук вдребезги разбился, но из него выбежал заяц. На того напала волчица, и из него вылетела утка. Последнюю клюнула соколиха, и из утки упало в море яйцо. Иван решил, что надежда спасти возлюбленную навсегда пропала, как вдруг щука принесла ему яйцо в зубах.
Кащей, увидев быструю гибель Змея и надеясь извести главного героя, превратил посредством волшебного посоха Василису в большую золотую статую, а сам быстро обратился в огромного чёрного ворона и полетел, чтобы убить своего врага. Тем временем Иван пытался полностью разбить яйцо о камень, однако камень быстро разломился; меч и стрела против Кащея оказались бесполезны. На помощь пришёл соколёнок, разбив яйцо своим маленьким острым клювом. Внутри яйца оказалась игла, на конце которой и была Кащеева смерть. Иван-царевич прикрепил иглу к своей стреле, сел на коня, взлетел на нём в небо и, прицелившись в ворона, выпустил в него стрелу. «Смертоносная» стрела пронзила насквозь Кащея в воздухе, и тот превратился сначала в себя, затем в золотой скелет, а после вместе с замком рассыпался в прах.
Иван-царевич нашёл свою возлюбленную и, прикоснувшись к ней, вернул в прежнее человеческое состояние. Василиса, в свою очередь, оживила растения и животных, которых Кащей превратил в чистое золото. Иван-царевич и Василиса Прекрасная вернулись домой и жили долго и счастливо.

## Роли озвучивали
- Маргарита Куприянова — Василиса Прекрасная
- Анатолий Вербицкий — Иван-царевич
- Александр Румнев — Кащей Бессмертный
- Георгий Милляр — Баба-яга
- Алексей Грибов — дед Кондрат
- Борис Чирков — царь
- Владимир Грибков — старичок

## Съёмочная группа
- Сценарий Михаила Вольпина
- Режиссёр: Михаил Цехановский
- Композитор: Юрий Левитин
- Художники-постановщики: Лев Мильчин, Александр Беляков
- Ассистент режиссёра: Вера Цехановская
- Монтажёр: Лидия Кякшт
- Оператор: Александр Астафьев
- Ассистент оператора: Н. Соколова
- Звукооператор: Георгий Мартынюк
- Технические ассистенты: Нина Орлова, Галина Андреева
- Художники-мультипликаторы:
  - Фёдор Хитрук
  - Николай Фёдоров
  - Роман Качанов
  - Борис Меерович
  - Борис Чани
  - Вадим Долгих
  - Татьяна Таранович
  - Виктор Лихачёв
  - Владимир Данилевич
  - Константин Малышев
- Художники-декораторы: Ирина Троянова, Вера Валерианова, Пётр Коробаев

Создатели приведены по титрам мультфильма.

## Переозвучка
В 2001 году мультфильм был отреставрирован и заново переозвучен компаниями ООО «Студия АС» и ООО «Детский сеанс 1». В новой версии была полностью заменена фонограмма, к переозвучиванию привлечены современные актёры, в титрах заменены данные о звукорежиссёре и актёрах озвучивания. Переозвучка была крайне негативно воспринята как большинством телезрителей, так и членами профессионального сообщества. Качество реставрации изображения также иногда подвергается критике.
В переозвученной версии роли озвучивали:
- Борис Токарев — Иван-Царевич
- Татьяна Канаева — соколёнок / эпизоды
- Жанна Балашова — девушки
- Юльен Балмусов — ворон /царь / дед Кондрат / Змей Горыныч
- Владимир Конкин — средний брат / Баба-Яга / старичок
- Ирина Маликова — Василиса Прекрасная (речь)
- Юлия Парнес — Василиса Прекрасная (вокал)
- Виталий Ованесов — старший брат / медведь
- Александр Котов — рассказчик / Кащей Бессмертный

## Награды и призы
1960 — Участник I МКФ в Мар-дель-Плата (Аргентина) — Приз «Серебряный дубовый листок».